# Horváth Barna (jogtudós)
Horváth Barna (Budapest, 1896. augusztus 25. – New York, Amerikai Egyesült Államok, 1973. március 3.) magyar jogtudós, jogfilozófus, jogszociológus, az MTA levelező tagja (1945), az újkantiánus jogbölcselet (jogpozitivizmus) képviselője.

## Életpályája
Jogtudományi doktori oklevelét a budapesti Magyar Királyi Tudományegyetemen szerezte meg 1920-ban. A szegedi egyetemen 1925-ben habilitált. 1926-ban nevezték ki a szegedi egyetemen a jogbölcselet, 1927-ben a fővárosi tudományegyetemen az etika magántanárává.
1927 és 1929 között nagy tanulmányutat tett Bécsben és Londonban – Hans Kelsennél és Harold J. Laskinál tanult. 1929-től a szegedi, majd 1940 és 1945 között a kolozsvári egyetem jogbölcselettanára volt.
1945-ben az MTA levelező tagjává választották. Aktívan politizált: a Polgári Demokrata Párt tagjaként 1945-ben ő fogalmazta meg a párt programját.
Miután 1949-ben – politikai okokból – visszaminősítették az MTA tanácskozó tagjának, még abban az évben emigrált az Amerikai Egyesült Államokba. Számos egyetemen tanított vendégprofesszorként az Amerikai Egyesült Államokban, Franciaországban és Németországban.

## Főbb művei
- Az erkölcsi norma természete; Budavári Tudományos Társaság, Bp., 1926
- Bevezetés a jogtudományba (1932)
- Rechtssoziologie. Probleme der Gesellschaftslehre und der Geschichtslehre des Rechts. Berlin, 1934. XI, 331 p. (1934)
- A jogelmélet vázlata. Szeged, 1937. XXVI, 265 p. (új kiadás: Attraktor, Máriabesnyő-Gödöllő, 2004)
- A szociológia elemei. Szeged, 1938. 36 p.
- A közvélemény vizsgálata. Die Untersuchung der öffentlichen Meinung. The examination of public opinion. Kolozsvár, 1942. 166 p. 9 t.
- Angol jogelmélet. 1943, MTA kiadványa; új kiadás: Pallas Studió – Attraktor Kft., Budapest, 2001 ISBN 963-9207-55-1
- A magyar jogtörténet kis tükre; Magyar Nemzeti Bizottmány Vallás és Közoktatásügyi Bizottsága, New York, 1953 (Kis magyar könyvtár)
- Forradalom és alkotmány. Önéletrajz 1944–45-től; szerk., jegyz. Zsidai Ágnes, ford. Nagy Endre; ELTE, Bp., 1993
- Jogszociológia. A jog társadalom- és történelemelméletének problémái; ford., bev. Zsidai Ágnes; Osiris, Bp., 1995 (Osiris könyvtár. Jog)
- A géniusz pere. Szókratész – Johanna; szerk., utószó Cs. Kiss Lajos, bibliográfia Varga Csaba; Attraktor, Máriabesnyő-Gödöllő, 2003 (Bibliotheca iuridica. Opera classica)
- Az erkölcsi norma természete; szerk. Cs. Kiss Lajos; Attraktor, Máriabesnyő-Gödöllő, 2005 (Bibliotheca iuridica. Opera classica)

### Szakcikkeiből
- Tudomány és jogtudomány. Megjelent az Erdélyi Múzeum 1944-es évfolyamában.

## Akadémiai tagsága
- levelező tag (1945–1949, tanácskozó taggá visszaminősítve);[1]
- levelező tagsága posztumusz visszaállítva (1989)

## Tudományos tisztségei
- MTA Filozófiai Bizottság meghívott tagja (1928-1945)
- Országos Köznevelési Tanács tag
- Felsőoktatási Szakosztály elnöke
- Institut International de Philosophie du Droit et de Sociologie Juridique meghívott tag

## Társasági tagság
- Magyar Társadalomtudományi Társaság alelnök (1934–)
- Magyar filozófiai Társaság (választmányi tag)